# Mathias Mongenast
Mathias Mongenast (ur. 12 lipca 1843 w Diekirch, zm. 10 stycznia 1926 w Luksemburgu) – luksemburski polityk. Dziewiąty premier Luksemburga, sprawujący urząd od 12 października 1915 roku do 6 listopada 1915 roku.